# Брусята
Брусята (бел. Брусята) — река в Минской области Белоруссии, левый приток реки Березины.
Длина реки — 37 км, площадь водосборного бассейна — 340 км², среднегодовой расход воды в устье — 2,3 м³/с, средний уклон реки 0,7 м/км.
Река вытекает из небольшого озера Нерыб в Крупском районе 23 км к югу от города Крупки. Вскоре после истока перетекает в Березинский район. От истока основное направление течения Уши — юг, затем река поворачивает на юго-запад.
Течёт по Центральноберезинской равнине. Долина в верховье невыразительная, в среднем и нижнем течении трапециевидная, шириной до 2 км. Пойма преимущественно двусторонняя, её ширина 0,3-0,5 км, местами до 0,8 км. Русло в верхнем и среднем течениях канализировано и выпрямлено на протяжении 27 км. Ширина реки в межень 8-10 м.
Основной приток — Плавня (слева).
Река протекает деревни Михеевичи, Дмитровичи и Журовка. Впадает в Березину в двух километрах к западу от последней.